# Convención de Iglesias Bautistas de Filipinas
La Convención de Iglesias Bautistas de Filipinas (en inglés: Convention of Philippine Baptist Churches) es una asociación cristiana evangélica de iglesias bautistas en Filipinas. Ella está afiliada a la Alianza Bautista Mundial. Su sede se encuentra en Iloílo.

## Historia

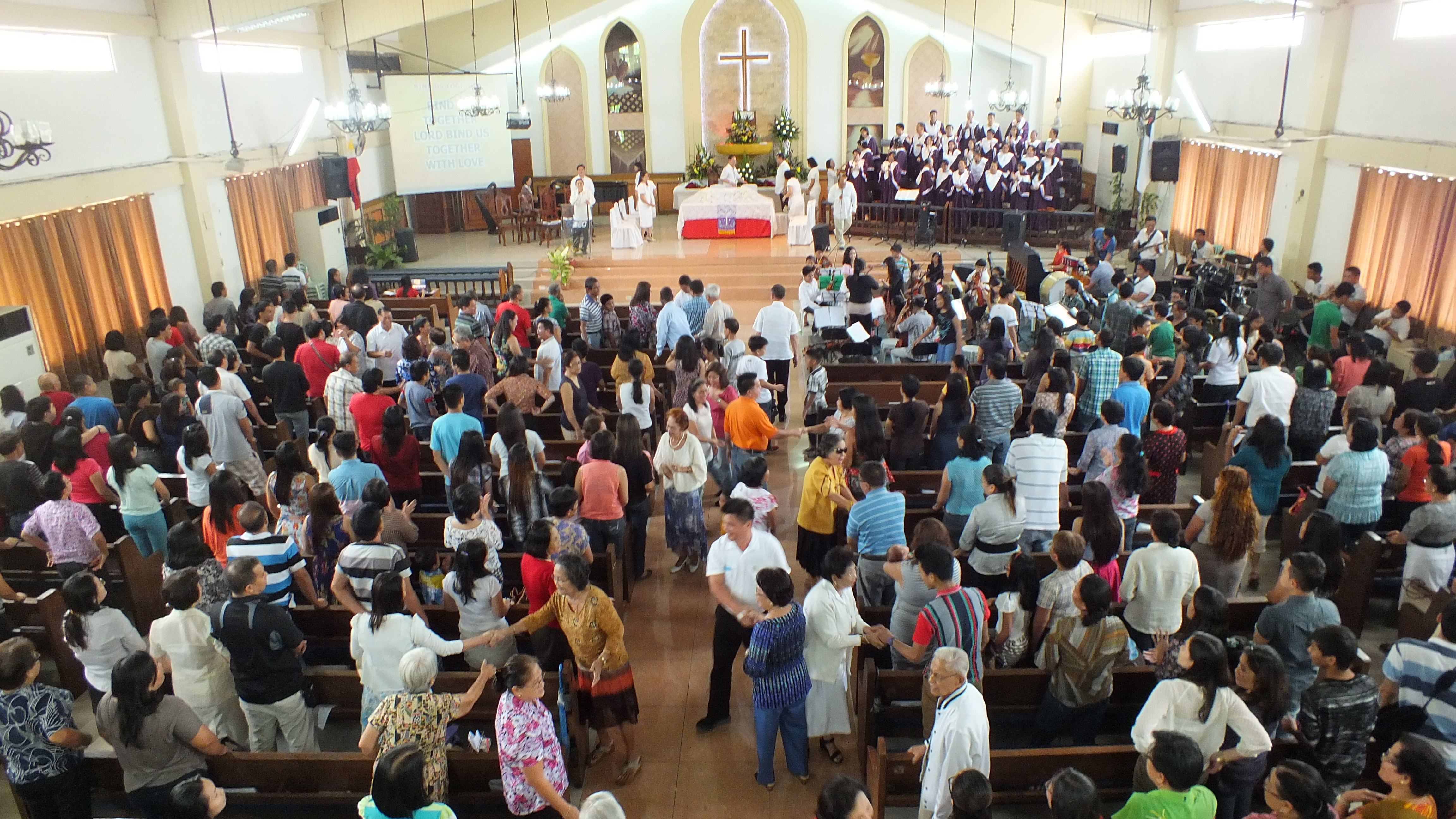
Servicio en la Iglesia Evangélica de Bacólod.

La Convención tiene sus orígenes en una misión estadounidense de los Ministerios Internacionales en 1900. Fue fundada oficialmente en 1935.  En 1980, Angelina Buensuceso se convirtió en la primera mujer ordenada pastora en la Convención. Según un censo de la asociación, en 2023 dijo que tenía 1,079 iglesias y 600,000 miembros.

## Escuelas

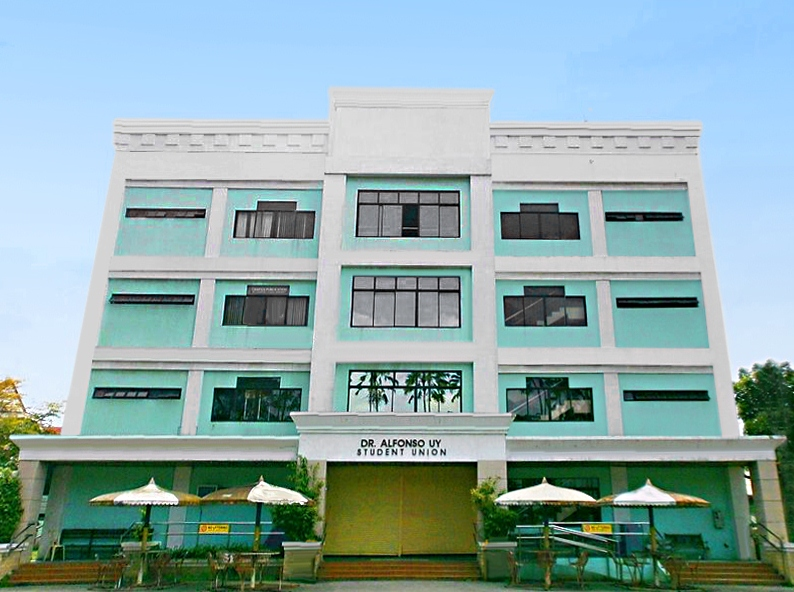
Alfonso A. Uy Student Union Building, Universidad Central de Filipinas en Iloílo.

Tiene 2 universidades, a saber, la Universidad Cristiana Filamer y la Universidad Central de Filipinas.